# ناره‌زوشی

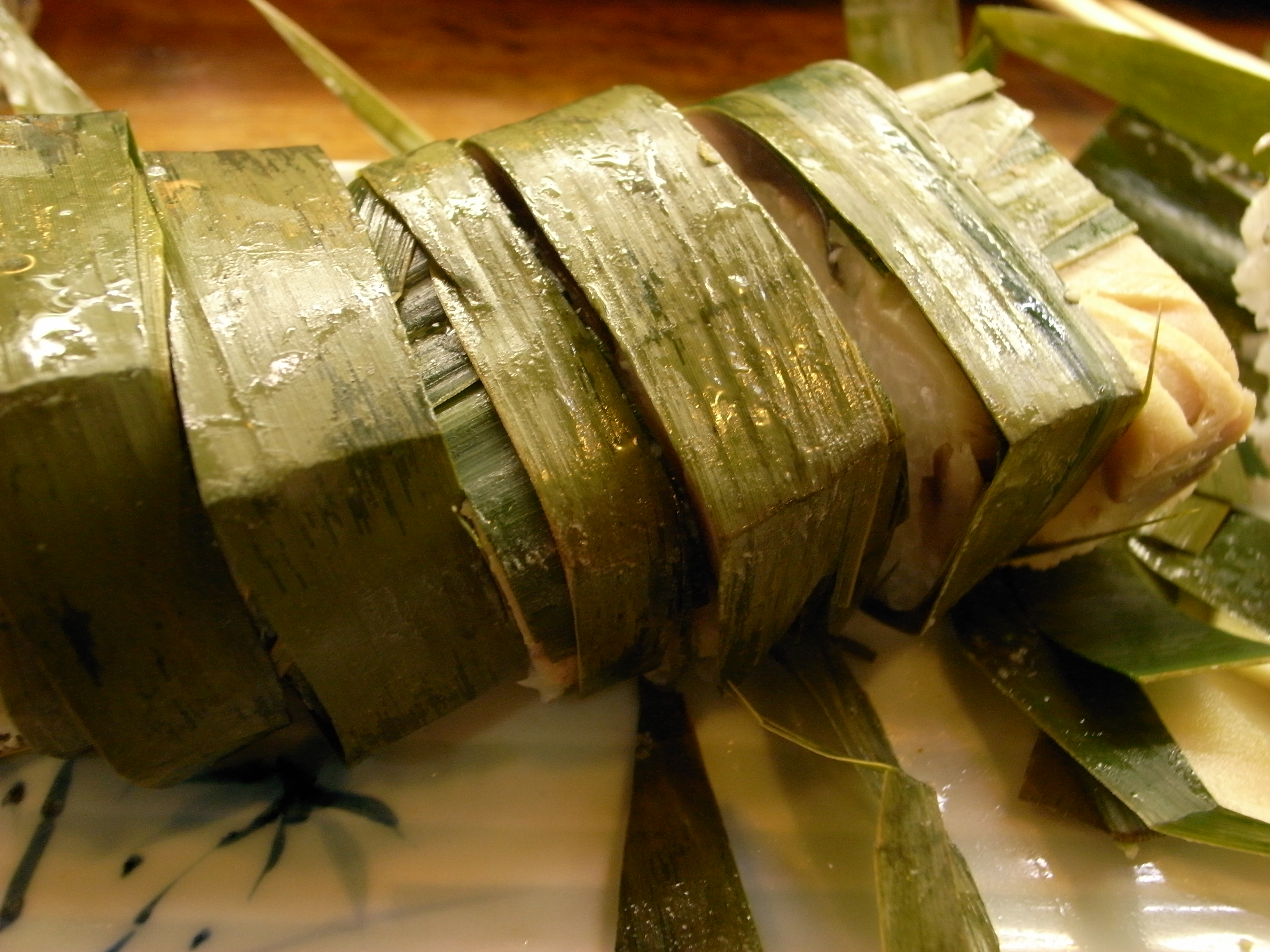
یک نوع ناره‌زوشی در استان واکایاما

ناره‌زوشی (به ژاپنی: 馴れ寿 nare sushi) گونه‌ای سوشی است که در آن از سرکه استفاده نمی‌شود بلکه بوسیلهٔ تخمیر سوشی طعم ترش پیدا می‌کند. بیشتر با تخمیرماهی‌های رودخانه‌ای در ناره‌زوشی استفاده می‌شود. در این روش ابتدا به ماهی نمک زده می‌شد و در لابلای برنج قرار گرفته و سپس سنگ یا وزنهٔ سنگینی بر سر آن قرار می‌گیرد. این روش یکی از روش‌های حفظ و نگهداری ماهی است. این نوع سوشی منشأ سوشی دانسته می‌شود و یکی از قدیمی‌ترین روش‌های آشپزی به‌شمار می‌رود.
امروزه در نواحی مختلف هنوز ناره‌زوشی دیده می‌شود. از ویژگی‌های مهم ناره‌زوشی اینست که برنج به همراه ماهی خورده نشده و به دور انداخته می‌شود. معروفترین نوع باقیمانده از این نوع سوشی، فونازوشی است. این سوشی از یک نوع ماهی کپور تهیه می‌شود و غذای سنتی استان شیگا است.